# 粘毛白酒草
粘毛白酒草（学名：Conyza leucantha），又名粘毛假蓬，为菊科白酒草属的植物。分布在柬埔寨、尼泊尔、缅甸、马来西亚、老挝、泰国、印度、澳大利亚、菲律宾、越南以及中国大陆的广西、广东、贵州、福建、云南等地，生长于海拔1,000米至1,800米的地区，多生于开旷山坡、荒地路旁及田边，目前尚未由人工引种栽培。